# Coccomyces proteae
Coccomyces proteae är en svampart som beskrevs av Marinc., M.J. Wingf. & Crous 2008. Coccomyces proteae ingår i släktet Coccomyces och familjen Rhytismataceae.   Inga underarter finns listade i Catalogue of Life.